# (3798) de Jager
(3798) de Jager ist ein Asteroid des Hauptgürtels, der am 16. Oktober 1977 von der niederländischen Astronomin Ingrid van Houten-Groeneveld am Mount Palomar entdeckt wurde. 
Benannt ist der Asteroid nach dem niederländischen Astronomen Cornelis de Jager.